# Dolenci (Chorwacja)
Dolenci – wieś w Chorwacji, w żupanii primorsko-gorskiej, w mieście Vrbovsko. W 2011 roku liczyła 10 mieszkańców.